# Propoziție subiectivă
Propoziția subiectivă este o propoziție subordonată care constituie în frază echivalentul propozițional al subiectului.
Exemple:
- CINE se scoală de dimineață departe ajunge.
- CE naște din pisică șoareci mănâncă.

## Întrebări
- cine ? ce?

## Elemente care necesită o propoziție subiectivă
1. Verb impersonal la moduri personale:
- a fi (impersonal):
  - Era să te lovească mașina.
- a trebui
- a însemna
- a rămâne
- a ajunge
- a putea

2. Verb reflexiv impersonal:
- se știe
- se zice
- se aude
- se cade
- se crede
- se cuvine
- se întâmplă
- se zvonește
- se bănuiește

3. Verb pasiv impersonal:
- este scris
- este cunoscut
- este dat
- este hotărât
- este consfințit
- este 'știut'
- este stabilit

4. Expresii verbale impersonale:
- e ușor
- e greu
- e rău
- e bine
- e posibil
- e necesar
- e obligatoriu
- așa-i
- e cu putință
- e fără nici o îndoială
- e fără dubiu
- e incontestabil
  - E incontestabil că nu poți absolvi examenul fără limba română.

5. Verb impersonal pronominal cu pronume în cazurile dativ sau acuzativ.
- îmi place
  - Îmi place să cânt la pian.
- îmi convine
- mi-e drag
- îmi vine să
- mă uimește
- mă frământă
- îmi pare
- mă doare
  - Mă doare că n-ai reușit la examen.

6. Verbul pare cu valoare îmi pare:
În forma impersonală verbul cere subiectiva:
- - Se pare că a venit iarna.
  - Îmi pare că ai obosit?

7. Adverb predicativ sau locuțiuni adverbiale predicative însoțite obligatoriu de o conjuncție subordonatoare.
- desigur
- sigur
- bine
- rău
- adevărat
- evident
- probabil
- bineînțeles
- firește
- poate
- destul
- pesemne
- cu siguranță
- fără doar și poate.

## Elemente (conectori) care introduc o propoziție subiectivă
Elementele sau conectorii subordonatori care introduc propoziții subiective și sunt incluse în acestea sunt pronume relative (cine, ce, care, cel care,
cea care, etc) pronume nehotărâte (oricine, oricare, orice, etc) conjuncția să din alcătuirea modului conjunctiv, etc.

## Exemple
- A venit cine era de așteptat. (Cine a venit? - Cine era de așteptat)
- Cea care vine este prietena mea. (Cine este prietena mea? - Cea care vine)

## Contragere
Propoziția subiectivă poate fi contrasă la partea de propoziție corespunzătoare cu păstrarea intactă a sensului:
Au venit cei așteptați.

## Coordonare cu partea de propoziție corespunzătoare
Se poate întâmpla ca o propoziția subiectivă să apară împreună cu partea de propoziție corespunzătoare in alcătuirea unui subiect multiplu realizat prin coordonare cu ȘI, SAU sau juxtapunere.
Creangă ȘI cei care l-au promovat au fost contemporani.